# Bruno Kafka

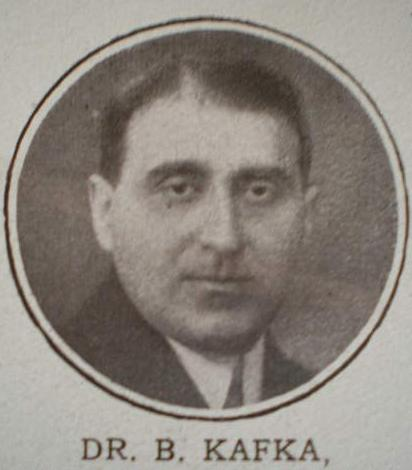
Bruno Kafka

Bruno Alexander Kafka (* 27. September 1881 in Prag, Österreich-Ungarn; † 12. Juli 1931 ebenda) war ein deutsch-böhmischer Jurist und Abgeordneter. 

## Leben
Kafkas Vater war der Rechtsanwalt Moritz Kafka in Prag. Bruno Kafka war ein Vetter zweiten Grades des Schriftstellers Franz Kafka. Er besuchte das Gymnasium in Prag und studierte anschließend Jura in Prag, Heidelberg, Wien und Leipzig. Er war Mitglied der paritätischen Burschenschaft Moldavia Prag im Burschenbunds-Convent. 1904 wurde er promoviert, 1919 erlangte er die Professur für Bürgerliches Recht an der Deutschen Universität Prag. 1931 war er Rektor der Universität.
Im Ersten Weltkrieg leitete Kafka das Kriegsfürsorgeamt und wurde im Jahr 1916 geschäftsführender Vorsitzender der Deutschen Fortschrittspartei (nach 1919: Deutsche Demokratische Freiheitspartei, kurz: DDFP). 1920 wurde er ins tschechoslowakische Abgeordnetenhaus gewählt, hier war er Führer der Fraktion der DDFP. Von 1928 bis 1929 saß Kafka als Abgeordneter der Deutschen Arbeits- und Wirtschaftsgemeinschaft, in der die DDFP aufgegangen war, in der Böhmischen Landesvertretung. 1929 wurde Kafka erneut ins tschechoslowakische Abgeordnetenhaus gewählt. 
Als Professor für Jura veröffentlichte Bruno Kafka verschiedene juristische Abhandlungen. Nachfolger auf seinem Lehrstuhl wurde der Jurist Ernst Swoboda.
Kafka war verheiratet mit Hanna, geb. Bondy-Bondrop. Das Paar hatte zwei Söhne, Alexander und Peter. Bruno Kafka starb im Alter von 49 Jahren an einem Krebsleiden.

## Schriften (Auswahl)
- Notverordnungsrecht und Staatsverträge. Manzsch. In: Juristische Vierteljahresschrift 1905, Nr. I u. II.
- Die eheliche Gütergemeinschaft auf den Todesfall nach österreichischem Recht. Manz, Wien 1906.
- Karlsbad. In: Verfassung und Verwaltungsorganisation der Städte; Bd. 6: Österreich. Duncker & Humblot, Leipzig 1907 (Schriften des Vereins für Socialpolitik; 122), S. 177–194.
- Hrsg. und Bearbeiter: Horaz Krasnopolski: Lehrbuch des österreichischen Privatrechts: in fünf Bänden, 
  - Bd. 3: Österreichisches Obligationenrecht. Duncker & Humblot, Leipzig 1910.
  - Bd. 4: Österreichisches Familienrecht. Duncker & Humblot, Leipzig 1911.
  - Bd. 5: Österreichisches Erbrecht. Duncker & Humblot, Leipzig 1914.
- Právo rodinné: Návrh subkomitétu pro revisi občanského zákoníka pro Československou republiku. Nákl. Ministerstva Spravedlnosti, Prag 1924.
- Die Deutschen in der Tschechoslowakei: 2 Abhandlungen. Kraus, Reichenberg 1928 (Veröffentlichung des Verlages des Deutschpolitischen Arbeitsamtes; 30).